# Mario Bonić
Mario Bonić (* 4. August 1952 in Dubrovnik) ist ein ehemaliger kroatischer Fußballspieler und nunmehriger -trainer.

## Karriere

### Als Spieler
Bonić begann seine Karriere beim NK GOŠK Dubrovnik. 1973 wechselte er zu Dinamo Zagreb, wo er sieben Saisonen lang spielte. Mit Dinamo wurde er zwei Mal Vizemeister und einmal jugoslawischer Pokalsieger.
Zur Saison 1980/81 wechselte er nach Griechenland zu Apollon Smyrnis. Nach zwei Saisonen bei Apollon Smyrnis schloss er sich 1982 dem Aufsteiger Panachaiki an. Mit Panachaiki stieg er 1983 aus der höchsten griechischen Spielklasse ab.
Daraufhin wechselte Bonić zur Saison 1983/84 zum österreichischen Erstligisten SV Austria Salzburg. Sein erstes Spiel für Austria Salzburg in der 1. Division absolvierte er im März 1984, als er am 17. Spieltag jener Saison gegen den FK Austria Wien in der Startelf stand und in der 58. Minute durch Gerhard Perlak ersetzt wurde. Insgesamt absolvierte er sechs Spiele in der höchsten österreichischen Spielklasse. Nach der Saison 1983/84 beendete er seine Karriere.

### Als Trainer
Bonić trainierte 1997 und 1998 kurzzeitig in Griechenland AO Proodeftiki.

## Erfolge
Dinamo Zagreb
- Jugoslawischer Pokalsieger: 1979/80